# FilmTv.it
FilmTv.it è un portale dedicato al cinema in sala, in tv e in streaming animato da una comunità online di utenti molto attivi. Lanciato nel 2002, passato attraverso varie fasi e proprietari, dal 1º gennaio 2022, nel quadro di un accordo economico con il Gruppo Mondadori, è tornato a essere gestito da Tiche Italia S.r.l., la casa editrice del settimanale FilmTv.

## Storia
Il sito nasce nel 2002, originalmente concepito come controparte digitale della rivista FilmTv (allora sotto la direzione di Emanuela Martini), inteso principalmente come community di utenti appassionati di cinema. Nel 2008 il portale viene acquistato dal nascente editore digitale Banzai che mantiene un rapporto di collaborazione parziale con la rivista, che prevede uno scambio di visibilità con la pubblicazione incrociata di contenuti e in particolare, sul sito, la messa online di tutte le recensioni inserite settimanalmente sul numero in edicola.
Nel 2016 Banzai Media (divisione digitale del citato gruppo Banzai) viene acquisita dal gruppo Mondadori e così il sito FilmTv.it viene incluso tra le piattaforme di proprietà del gruppo. Già prima di questa cessione, però, la collaborazione con la rivista era stata interrotta e per quanto sul sito siano rimaste tutte le recensioni pubblicate fino a quel momento, non c'è più alcun contenuto originale (proveniente dalla rivista cartacea) successivo a quella data.
Dal 1º gennaio 2022 il sito viene ceduto da Mondadori a Tiche Italia s.r.l., editore che pubblica anche la testata FilmTv.